# Jambon de Barrancos

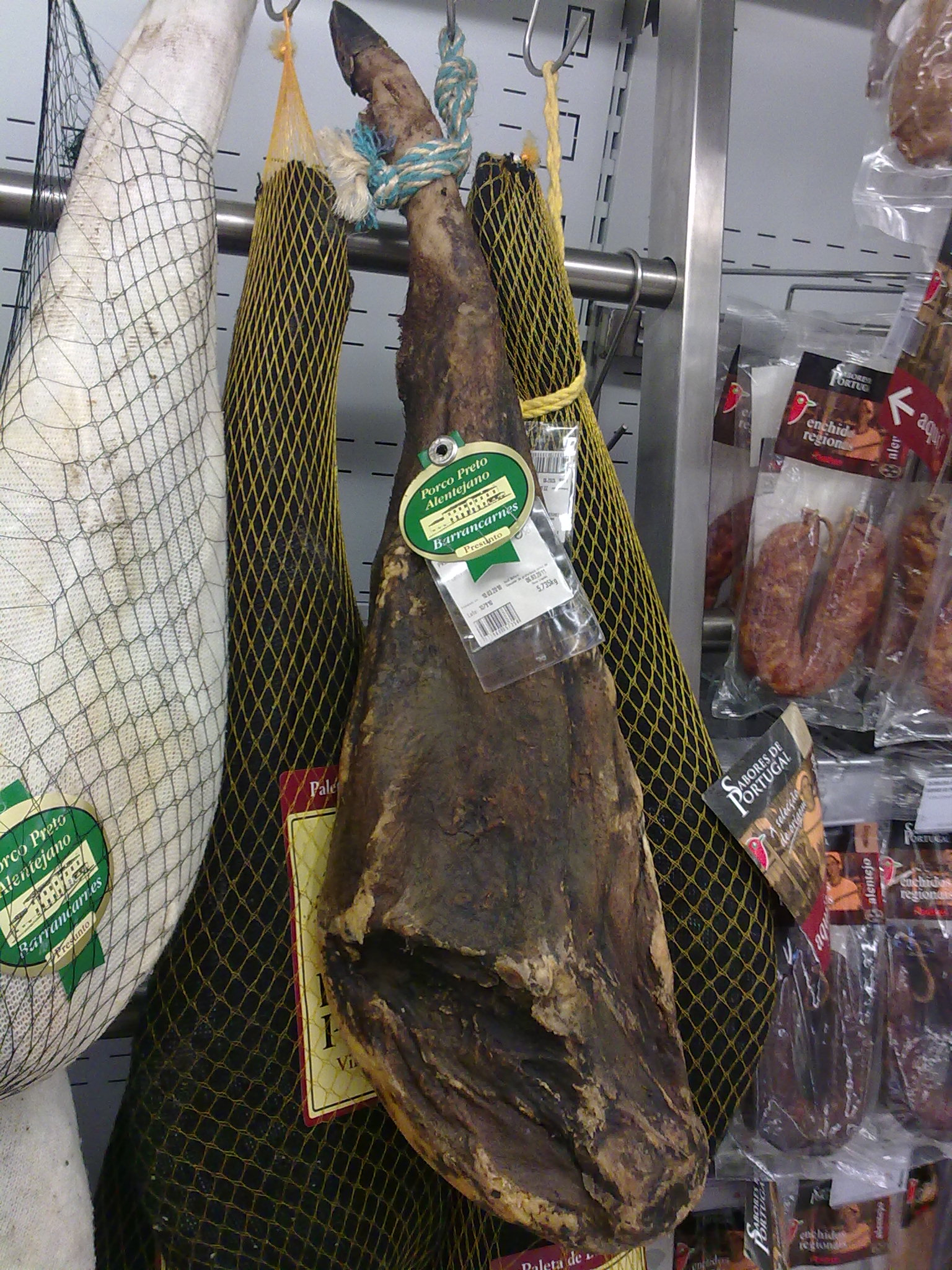
Jambon de Barrancos

Le Jambon de Barrancos ou Presunto de Barrancos est l'appellation d'origine d'un jambon élaboré dans la seule région de Barrancos au Portugal. C'est jambon traditionnellement utilisé dans la cuisine portugaise. Il s'agit d'une appellation d'origine protégée, conformément aux normes de l'Union européenne,. 
Il est préparé à partir de la cuisse de porc de la race dite de l'Alentejo ou Jambon ibérique (Sus ibericus) nourri de glands (bolotas). Les cuisses sont salées, séchées puis affinées, ne subissant aucun processus de fumage et doivent peser plus de 6 kg à l'état frais. Ils présentent l'extrémité de la patte et la forme obtenue grâce à une coupe allongée, parée en pointe ou en bec. 
Après le processus d'affinage, les jambons doivent avoir un poids d'au moins 5 kg. La couleur doit varier entre le rose et le rouge pourpre, avec de la graisse visible dans la masse musculaire. La saveur douce, légèrement salée, a parfois un arrière-goût légèrement épicé. La texture n'est pas très fibreuse et donc douce. 
Le processus d'affinage peut prendre entre 6 mois et 2 ans, les jambons s'approchant des 2 ans étant considérés comme "réserve". 
L'aire géographique de transformation du jambon de Barrancos est limitée à la commune de Barrancos, dont l'emplacement à l'intérieur de la péninsule à 350 m d'altitude lui confère les conditions naturelles idéales pour sécher et affiner ce produit. 
En tant que symbole de l'appellation d'origine protégée, les jambons Barrancos sont marqués au feu par la croix de l'Ordre d'Avis.